# Monasterio de Nuestra Señora del Socorro (Güímar)
El monasterio de Nuestra Señora del Socorro se encuentra en la localidad de Güímar, en la isla de Tenerife (España). El Monasterio perteneciente al Instituto del Verbo Encarnado.

## Localización
Se encuentra emplazado en La Asomada, a la altura del Sitio Histórico de Chinguaro, en donde fue venerada la imagen de la Virgen de Candelaria por los guanches tras su hallazgo en la playa de Chimisay, hoy playa del Socorro en Güímar.

## Historia
Surge tras la idea de dos hermanos sacerdotes, nacidos en la localidad, de dejar en el municipio una comunidad de monjes contemplativos dedicado a la Virgen del Socorro. Con motivo del año mariano de 1988, toma cuerpo la idea de la construcción del Monasterio. Ese año Monseñor Damián Iguacen Borau, por entonces obispo de la Diócesis de Tenerife, firma el primer nombramiento en relación con las obras. La primera piedra fue bendecida el 6 de mayo de 1992 por su sucesor en el Obispado de Tenerife, Monseñor Felipe Fernández García. 
Se trata de un Monasterio de constitución reciente, el 1 de octubre de 2001 fue bendecido por el obispo de Tenerife, Felipe Fernández García. La iglesia conventual está dedicada a Nuestra Señora del Socorro, patrona del municipio de Güímar y de la que toma nombre el Monasterio. A partir de aquí se estableció en el mismo la rama masculina del Instituto del Verbo Encarnado, la cual es una congregación de doble rito; católico y bizantino-ortodoxo. Su fin es la evangelización de la cultura. El Monasterio de Nuestra Señora del Socorro se convirtió así en el primer monasterio contemplativo masculino de la Diócesis de Tenerife.

## Características
En la zona de clausura se pueden alojar trece monjes en las celdas que están dispuestas alrededor del claustro grande. El centro del patio está ocupado por una fuente de piedra labrada, diseñada por el artista Don José Siverio; muestra una piña en lo alto del plato acuífero del que destacan cuatro querubines de bronce, que con sus bocas abiertas dejan caer el agua al recipiente octogonal de la base. Con acceso desde el claustro, se aprecia la sala capitular bastante espaciosa, en la que se halla una gran mesa de caoba.
La iglesia conventual es de planta cuadrada, situándose en dos de sus ángulos el altar, presbiterio y la gran puerta del exterior. Destaca el trabajo de ebanistería y el original estilo de sillería coral alrededor de la mesa del altar. Preside este presbiterio una gran imagen de Cristo crucificado, a su lado, la réplica de la imagen de la Virgen del Socorro, obra de Ezequiel de León.